# Esquece Tudo o Que Te Disse
Esquece Tudo o Que Te Disse é um filme português realizado em 2002 por António Ferreira. A estreia em Portugal foi a 27 de dezembro de 2002.

## Elenco
- Custódia Gallego - Felizbela
- António Capelo - Messias
- Amélia Corôa - Bárbara
- Fernando Taborda - Tobias
- Alexandre Pinto - Pankas
- Cleia Almeida - Joana
- Alexandra Rosa - Celeste
- Jorge Piña - Domingo
- Estrela Novais - Mãe de Bárbara
- João Cabral - Pai de Bárbara
- Lucinda Loureiro - Mãe de Pankas
- José-Manuel Diogo - Pai de Pankas
- Luís Pavão - Médico de Tobias
- Margarida Lopes - Esteticista
- Dörte Schneider - Tatiana